# Yorktown (Indiana)
Yorktown è una città degli Stati Uniti d'America, situata nello Stato dell'Indiana e in particolare nella Contea di Delaware.